# Jörg Janzer

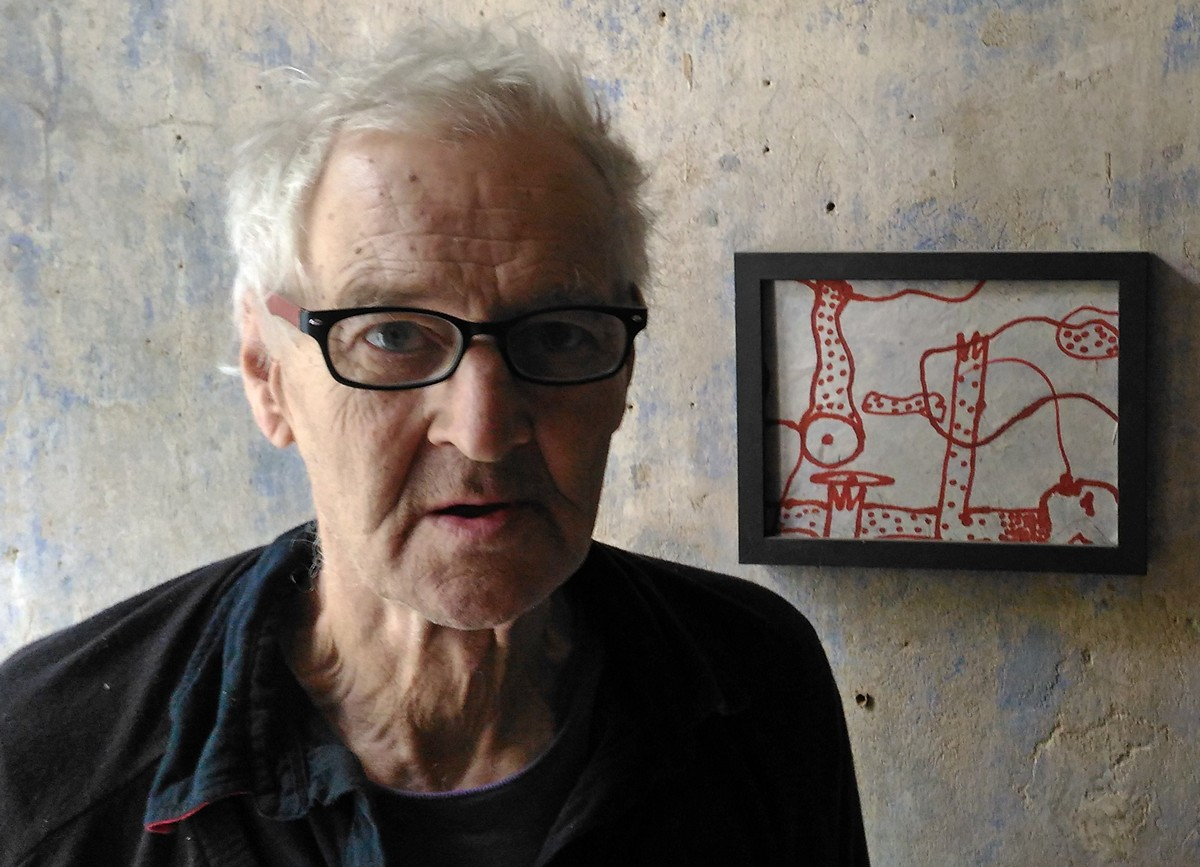
Jörg Janzer im Mai 2017 in seinem Atelier in Berlin.

Jörg Janzer (* 1939 in Freiburg im Breisgau) ist ein deutscher Psychiater, Schriftsteller, Aktionskünstler und Maler. Er lebt und arbeitet in Berlin.

## Leben und Wirken

### Psychiatrie
Jörg Janzer studierte von 1959 Medizin in Freiburg, Heidelberg und Dakar und promovierte 1965 zum Dr. med. 1976 schloss er eine Weiterbildung zum Facharzt für Neurologie und Psychiatrie ab. Er war Initiator und erster Vorsitzender der Saarländischen Gesellschaft für Soziale Psychiatrie (siehe auch Deutsche Gesellschaft für Soziale Psychiatrie). Nach kurzer Tätigkeit an der Psychiatrischen Klinik Saarbrücken wurde er im gleichen Jahr leitender Arzt der Fachklinik Daun für Suchtkranke, im folgenden Jahr leitender Arzt der Psychosomatischen Klinik Münchwies. Ende 1977 gab er den Arztberuf auf.

### Schriftstellerei und Kunst
Ab 1968 war Janzer in zahlreichen Einzel- und Gruppenausstellungen mit Zeichnungen und Malerei vertreten, so in Basel, Freiburg, Saarbrücken, Paris und Berlin. Er verfasste weiterhin eine Reihe von „Romanoiden“, „Textoiden“, Gedichten und Essays.
1985 veröffentlichte er den Roman Fleischesfleisch – Rhizome aus dem Zwischennachlass des Dichters und Malers Alexander Mens, bei dem es sich um eine von ihm geschaffene Kunstfigur handelt. 1995 erschien ein Beitrag über Sprachlosigkeit angesichts des Kosovo-Krieges im Almanach Zwischen den Zeiten – Zwischen den Welten.
Ab 1985 unternahm er eine Reihe von Performances mit Text und Musik in Berlin, ab 1992 auch Aktionen im öffentlichen Raum.

## Aktionen (Auswahl)
- 1992 Salman-Rushdie-Str. mit André Beck: Umbenennung von 15 Straßenabschnitten in Berlin.
- 1993 „Das Rote Kreuz tritt zurück“.
- 1994 „Vor der Er-Leuchtung kommt die Be-Leuchtung“.
- 1998 VEGAN ART / Körperkunst: „Das Tao an der Grenze des Denkbaren sind die Quantyle – Versuch der Begründbarkeit einer Neurophysiologie der Ethik“.
- 1998 „Change the Culture“ und „Proust in Tibet“ anlässlich der Berlin Biennale.
- 1999 Kunstraubperformance „Geklaute Luftpumpe“ in der Deutschen Bank, Unter den Linden.
- 2000 SCIENCES BRUT, mit der Galerie Transition und dem Atelier Volker Sieben.

### Artikel
- Rita Breit: Jörg Janzers Niemandsland in Neue Zürcher Zeitung, 9. November 1985
- Noel Rademacher: „Kultur ist ein flüchtiges Ding“ in taz berlin, 5. Dezember 1994